# Bernice Morrison
Pour les articles homonymes, voir Morrison.
Bernice Morrison ou Berenice Morrison Fuller, né à Saint-Louis (Missouri) le 1er novembre 1856 où elle est morte le 4 septembre 1947, est une philanthrope américaine.
Elle est la fondatrice de l'observatoire Morrison.

## Biographie
Bernice Morrison est née à Saint-Louis dans le Missouri. Elle est la fille de William M. Morrison et de Sara Catherine Kate Swinney. Après la mort de ses deux parents alors qu'elle est encore enfant, elle est élevée par ses grands-parents maternels, le capitaine William Daniel Swinney et Lucy Ann Jones, qui possèdent une plantation de tabac à Glasgow (Missouri).
Riche héritière, en 1874, elle promet 100 000 $ à Carr Waller Pritchett pour construire un télescope de classe mondiale à Glasgow au Pritchett College. Le télescope ainsi que l'observatoire Morrison sont déplacés dans les années 1930 à proximité de Fayette.
Bernice Morrison publie en 1937 ses mémoires intitulés Missouri Plantation Life.